# ティー・ヒギンス
ティー・ヒギンス（Tee Higgins）ことタマウリス・ウィリアム・ヒギンス（Tamaurice William Higgins, 1999年1月18日 - ）は、アメリカ合衆国テネシー州オーク・リッジ出身のプロアメリカンフットボール選手。NFLのシンシナティ・ベンガルズに所属している。ポジションはワイドレシーバー。

## 経歴

### カレッジ
クレムソン大学2年目の2018年シーズンにはCFPナショナルチャンピオンシップに進出し、アラバマ大学に勝利して優勝。この試合では3レシーブ、81レシーブ獲得ヤードを記録した。
3年目の2019年シーズンは1,167レシーブ獲得ヤード、13のタッチダウンを記録。チームは連覇を目指して2年連続でCFPナショナルチャンピオンシップに進出したが、LSUに敗れた。このシーズン終了後、2020年のNFLドラフトにアーリーエントリーした。

### シンシナティ・ベンガルズ
ドラフト全体33位でシンシナティ・ベンガルズから指名され、その後4年総額860万ドルのルーキー契約を結んだ。

#### 2020年シーズン
第3週のフィラデルフィア・イーグルス戦でキャリア初を含む2つのタッチダウンを記録。第10週のピッツバーグ・スティーラーズ戦では115レシーブ獲得ヤード、1つのタッチダウンを記録した。
このシーズンは67レシーブ、908レシーブ獲得ヤード、6つのタッチダウンを記録。レシーブ獲得ヤードはジャスティン・ジェファーソン、シーディー・ラムに次ぐルーキー3位だった。67レシーブは1981年にクリス・コリンズワースが作った新人のレシーブ数を更新するチーム記録となった（この記録は翌年ジャマール・チェイスが81レシーブを記録して更新された。）。

#### 2021年シーズン
前年から成績を伸ばし、74レシーブ、1,091レシーブ獲得ヤード、6つのタッチダウンを記録した。
チームはプレーオフに出場し、カンザスシティ・チーフスとのAFCチャンピオンシップでは103レシーブ獲得ヤードを記録して勝利に貢献し、スーパーボウル出場を決めた。ロサンゼルス・ラムズとのスーパーボウルでは両チーム最多の100レシーブ獲得ヤード、2つのタッチダウンを記録する活躍を見せたが、試合には敗れた。

#### 2022年シーズン
開幕戦となった第1週のスティーラーズ戦で脳震盪を起こし、途中退場した。
第17週のベンガルズ戦で彼にタックルしたダマー・ハムリンがプレー直後にフィールドに倒れ心肺蘇生措置が行われ試合は中断、その後この試合は延期された後、中止となった。

#### 2023年シーズン
12試合の出場で、いずれもプロ入り後最少の42レシーブ、656レシーブ獲得ヤード、5タッチダウンに留まった。

#### 2024年シーズン
2024年2月26日、ベンガルズにフランチャイズタグを付けられ、6月17日に契約に合意した。ハムストリングの負傷により開幕から2試合を、大腿四頭筋の負傷でシーズン中盤の3試合を欠場した。

#### 2025年シーズン
2025年3月3日、ベンガルズに2年連続となるフランチャイズタグを付けられ
、その後3月18日に、ベンガルズと4年1億1,500万ドルの契約延長に合意した。